# Võroinstitutet

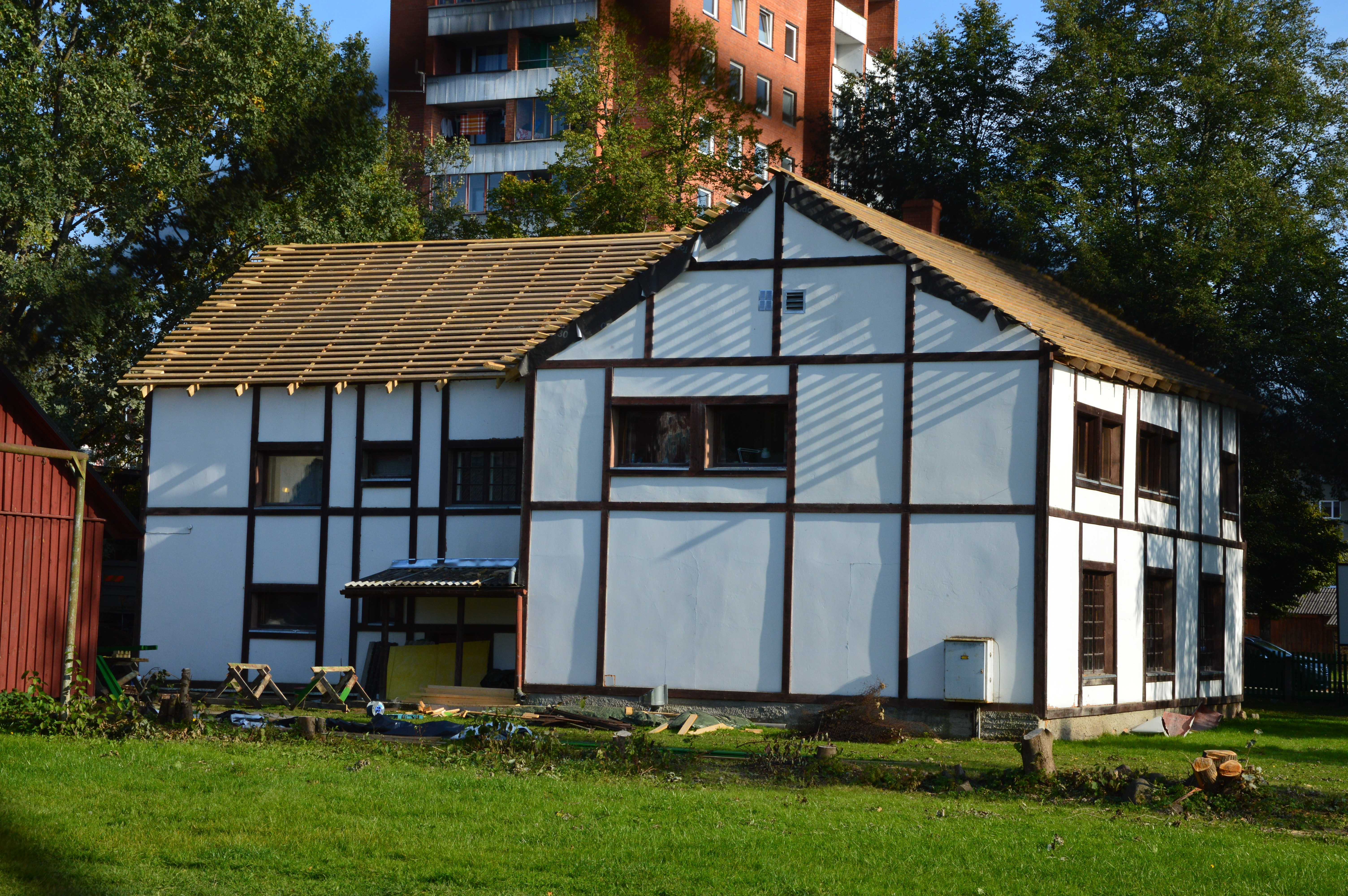
Võroinstitutet

Võroinstitutet (võro: Võro Instituut; estniska: Võru Instituut) är ett estniskt forsknings- och utvecklingsinstitut, vars syfte är att studera võro och främja i de võrotalande delarna av Estland förekommande kulturyttringar.
Estlands stat grundade institutet år 1995 i den sydestniska staden Võru. Institutet har letts av Enn Kasak, Kaido Kama och Külli Eichenbaum. I dag leds det av Rainer Kuuba.
Institutet är verksamt på många fronter gällande võro: utbildningsprogram, språkforskning och språkvård, ortnamnsforskning, publicering av läromaterial, vetenskapliga skrifter och skönlitteratur på võro samt organisering av den årliga konferensen för små östersjöfinska språk. Verksamhetens huvudsyfte är att uppmuntra võrotalande att använda sitt eget språk och bevara sin traditionella livsstil.